# Rudné
Rudné (německy Trinksaifen) je vesnice, část obce Vysoká Pec v okrese Karlovy Vary v Karlovarském kraji. Nachází se asi 0,5 kilometru severozápadně od Vysoké Pece. V roce 2011 zde trvale žilo 213 obyvatel.
Rudné je také název katastrálního území o rozloze 10,09 km².

## Historie
První písemná zmínka o vesnici pochází z roku 1590. Dějiny vesnice byly spojeny s nejdeckým panstvím.

## Přírodní poměry
Území se nachází v okrsku Přebuzská hornatina, podcelku Klínovecká hornatina geomorfologického celku Krušné hory. Horninový podklad tvoří žuly krušnohorského plutonu. Severně od vesnice při prameništích bezejmenných potoků, levostranných přítoků Rudného potoka, bylo v roce 2020 vyhlášeno maloplošné chráněné území přírodní památka Rudenská luční prameniště.

### Hornictví
Rudné vzniklo při ložiscích cínové rudy. Rýžování cínové rudy zde probíhalo již ve 13. a 14. století. Tento údaj však není prokazatelný ani pravděpodobný. Z historických faktů vyplývá, že rýžovnické práce v údolí Rudného potoka zahájili první horníci na území Rudného až v polovině 14. století. Nízké průtoky v Rudném potoce si vyžádaly posílení z jiných zdrojů. Umělým vodním příkopem byly odváděny vody z přirozeného koryta Rolavy z Chaloupek do rozsáhlých rýžovišť v okolí Rudného. Tato důležitá hornická památka regionálního významu, nazývaná rudenský vodní příkop byla dlouhá přibližně jedenáct kilometrů a patří mezi nejdelší vodní díla v Krušných horách. Kromě rýžování probíhala v Rudném i hlubinná těžba. Ta kulminovala v 16. století. Nejvýznamnějším hlubinným dolem posledního těžebního období byl důl Cínový důl svaté Marie Pomocné (Maria-Hilf Zinnzeche), který se nacházel jihozápadně od kostela Navštívení Panny Marie v místech dnešního ústavu sociální péče. Při geologickém průzkumu v roce 1955 bylo provedeno několik vrtů a vyhloubeny průzkumné šachtice. Odebrané vzorky vykazovaly obsahy 0,5–0,8 % cínu.

## Obyvatelstvo
Při sčítání lidu v roce 1921 zde žilo 1 481 obyvatel (z toho 681 mužů), z nichž bylo dvanáct Čechoslováků, 1 463 Němců a šest cizinců. Až na tři evangelíky se hlásili k římskokatolické církvi. Podle sčítání lidu z roku 1930 měla vesnice 1 399 obyvatel: devět Čechoslováků, 1 383 Němců a sedm cizinců. Kromě dvou evangelíků a 230 lidí bez vyznání byli římskými katolíky.
| Rok            | 1869  | 1880  | 1890  | 1900  | 1910  | 1921  | 1930  | 1950 | 1961 | 1970 | 1980 | 1991 | 2001 | 2011 | 2021 |
| -------------- | ----- | ----- | ----- | ----- | ----- | ----- | ----- | ---- | ---- | ---- | ---- | ---- | ---- | ---- | ---- |
| Počet obyvatel | 1 569 | 1 579 | 1 567 | 1 571 | 1 610 | 1 481 | 1 399 | 163  | 157  | 184  | 153  | 160  | 162  | 213  | 221  |
| Počet domů     | 205   | 232   | 225   | 235   | 243   | 247   | 261   | 276  | —    | 35   | 32   | 35   | 35   | 55   | 57   |

## Obecní správa
Při sčítání lidu v letech 1869–1930 Rudné bylo samostatnou obcí, se kterým patřil nejprve do okresu Kraslice, ale v letech 1910–1930 v okrese Nejdek. V letech 1949–1950 bylo osadou obce Vysoká Pec v okrese Karlovy Vary-okolí. V letech 1961–1991 bylo částí města Nejdek v okrese Karlovy Vary. Od 1. ledna 1992 je opět částí obce Vysoká Pec v okrese Karlovy Vary.

## Pamětihodnosti
- Kostel Navštívení Panny Marie
- Rudenská luční prameniště
- Do katastrálního území Rudné zasahuje část evropsky významné lokality Krušnohorské plató.